# Moledo (Castro Daire)
Moledo es una freguesia portuguesa del concelho de Castro Daire, con 43,83 km² de superficie y 1.314 habitantes (2001). Su densidad de población es de 30,0 hab/km².